# Шевченка (Харківський район)
Шевче́нка — село в Україні, у Дергачівській міській громаді Харківського району Харківської області.
Населення становить 0 осіб. До 2020 орган місцевого самоврядування — Козачо-Лопанська селищна рада.

## Географія
Село Шевченка знаходиться на правому березі річки Лопань, вище за течією за 3 км розташоване село Червоний Хутір (Бєлгородська область), нижче за течією примикає до смт Козача Лопань, на протилежному березі — село Гранів, на відстані 1 км проходить кордон з Росією. Поруч із селом проходить залізниця, платформа 737 км розташована за 1 км села. У селі балка Красний Яр вадає у річку Лопань.

## Населення

### Мова
Розподіл населення за рідною мовою за даними перепису 2001 року:
| Мова       | Кількість | Відсоток |
| ---------- | --------- | -------- |
| українська | 8         | 61.54%   |
| російська  | 5         | 38.46%   |
| Усього     | 13        | 100%     |

## Історія
12 червня 2020 року, розпорядженням Кабінету Міністрів України № 725-р «Про визначення адміністративних центрів та затвердження територій територіальних громад Харківської області», увійшло до складу Дергачівської міської громади.
19 липня 2020 року, в результаті адміністративно-територіальної реформи та ліквідації Дергачівського району, село увійшло до складу Харківського району.